# Висмутовая бронза
Висмутовая бронза — вид бронзы, у которой висмут является основным легирующим металлом, добавленным к меди (в отличие от обычной бронзы, где медь легируется мышьяком, или латуни, где используется цинк).
Плотность сплава (ρ) = 9156,204379562 кг/м³
См. Металлургия